# Elizabeth Cadbury
Dame Elizabeth Mary Cadbury DBE (geborene Taylor, * 24. Juni 1858 in Peckham Rye, London; † 4. Dezember 1951) war eine britische Philanthropin.

## Leben und Tätigkeit
Elizabeth Taylor wurde als eines von zehn Kindern des Börsenmaklers und Direktors der Quaker Company John Taylor und seiner Frau Mary Jane, geb. Cash geboren. Sie wuchs in wohlhabenden Verhältnissen auf und besuchte von 1872 bis 1874 ein Pensionat für englische Mädchen in Meiningen, bevor sie von 1874 bis 1876 an die North London Collegiate School wechselte. 1876 bestand sie das Aufnahmeexamen der Universität Cambridge in zehn Disziplinen nahm aber kein Studium auf. Stattdessen widmete sie sich sozialen Projekten in den Londoner Docks und in Paris und unterrichtete Kinder in der Sonntagsschule ihrer Quäkergemeinde.
1888 heiratete Taylor George Cadbury, einen reichen Schokoladenfabrikanten. Zusammen hatten sie sechs Kinder (Laurence John, Georg Norman, Elsie Dorothea, Egbert, Marion Janet und Ursula). Hinzu kamen fünf Kinder aus Cadburys früherer Ehe.
In den 1880er und 1890er Jahren unterstützte Cadbury ihren Ehemann bei dem Aufbau der Siedlung Bournville, einer nach fortschrittlichen sozialreformerischen Gesichtspunkten angelegten Modellstadt, in der die Arbeiter der Cadbury-Schokoladenfabrik mit ihren Familien zogen. Die Wohn- und Lebensqualität der Wohnhäuser war dabei gemessen an den Maßstäben des spätviktorianischen Englands zukunftsweisend hoch.
An diese Erfahrungen anknüpften verschrieb Cadbury sich seit den 1890er Jahren karitativer Arbeit, wobei sich insbesondere für die Förderung des Wohlergehens von Kindern und Frauen einsetzte: Ihr Augenmerk galt dabei vor allem den Bereichen Gesundheit sowie Erziehung und Bildung. Innerhalb des Bournville-Projektes leitete sie die Einrichtung und Organisation der Dorfschulen. Nach dem Tod ihres Mannes wurde sie 1922 Vorsitzende des Borunvolle Village Trustes, der für die anhaltende Finanzierung des Dorfes zuständig war.
Auf dem Gebiet der Frauenförderung fand Cadbury ein Forum im National Council of Women, in dem sie sich von 1896 bis zu ihrem Tod 1951 in führender Stelle engagierte. 1898 gründete sie außerdem die Birmingham Union of Girls' Clubs.
1909 stifte Cadbury das Woodland Hospital, das heute als Royal Orthopaedic Hospital bekannt ist.
Politisch war Cadbury eine entschiedene Unterstützerin der Liberal Party, mit der sie aus der Warte eines christlichen Sozialismus sympathisierte. Von 1919 bis 1924 saß sie als Vertreterin des Bezirks King's Norton ihm Stadtrat von Birmingham. Bereits seit 1911 war sie Vorsitzende des Unterausschusses für Hygiene des Erziehungsausschusses des Stadtrates von Birmingham gewesen, was sie ebenfalls bis 1924 blieb.
Als überzeugte Pazifistin war Cadbury die erste Vorsitzende des 1914 begründeten Peace and International Relations Committee des Nationalen Frauenrates (National Council of Women) in Großbritannien. 1916 wurde sie in zudem in den Nationalen Friedensrat (National Peace Council) gewählt, in dem sie zeitweise die Posten der Schatzmeisterin und der Vizepräsidenten bekleidete.
In der Zwischenkriegszeit unterstützte Cadbury die Idee der Völkerverständigung durch Betätigung in der britischen League of Nations Union. 1898 führte Cadbury die britische Delegation bei dem World Congress of the International Council of Women in Kalkutta.
Während des Zweiten Weltkriegs widmete Cadbury sich erneut der Betreuung von belgischen Flüchtlingen in Großbritannien. Von 1941 bis 1948 amtierte sie als Präsidentin des United Hospital in Birmingham.
Von den nationalsozialistischen Polizeiorganen wurde Cadbury Ende der 1930er Jahre als wichtige Zielperson eingestuft: Im Frühjahr 1940 setzte das Reichssicherheitshauptamt in Berlin sie auf die Sonderfahndungsliste G.B., ein Verzeichnis von Personen, die im Falle einer erfolgreichen Invasion und Besetzung der britischen Inseln durch die Wehrmacht von den Besatzungstruppen nachfolgenden Sonderkommandos der SS mit besonderer Priorität ausfindig gemacht und verhaftet werden sollten.
In ihren letzten Lebensjahren setzte Cadbury den Schwerpunkt ihrer Tätigkeit erneut auf die Arbeit des International Council of Women.

## Ehrungen
Die Universität Birmingham verlieh Cadbury 1919 ehrenhalber einen Master-of-Arts-Abschluss wegen ihrer Verdienste um die Volksbildung und um die Stadt Birmingham. Zudem ist eine Technische Hochschule in Birmingham nach ihr benannt.
Vom britischen König Georg V. wurde sie in Anerkennung ihrer Verdienste 1918 als Officer des Order of the British Empire ausgezeichnet und 1934 als Dame Commander des Order of the British Empire geadelt.
Für ihre Arbeit um die Betreuung von Flüchtlingen aus Belgien wurde Cadbury 1918 von der belgischen Regierung als Offizier des belgischen Kronenordens ausgezeichnet, der ihr von der belgischen Königin Elisabeth verliehen wurde.
Hinzu kamen Auszeichnungen durch das Rote Kreuz von Serbien, Griechenland und Jugoslawien.